# Funk-metal
A funk-metal (más néven thrash funk) a funk-rock és az alternatív metal alműfaja, zeneileg heavy metal és funk elemeket használják fel előadói. A műfaj előfutárainak tartják a Red Hot Chili Peppers-t és a Fishbone-t, de a műfaj igazán csak az 1990-es években teljesedett ki.

## Történet
Az AllMusic szerint a funk-metal az 1980-as évek közepén jött létre, a Red Hot Chili Peppers és a Fishbone alternatív rock együttesek által, amelyek zenéjében a metalos elemek mellett erős funk-hatás is észlelhető volt. Úttörőnek számít a stílusban a Faith No More is, rap-metalt keverve a funk-metal korai zenéjével, de stílusukba belekeverték a punk rockot is.
A műfaj népszerűsége erősen megnőtt az 1990-es években, olyan zenekarok hatására, mint a Living Colour, a Primus, az Infectious Grooves és a Mordred. Továbbá több zenekar saját stílusába keverte bele a stílus alapelemeit, mint például a Bang Tango és az Extreme.

## Műfaji jellemzők
Több olyan funk-metal zenekar van, amelyeknek stílusát nem lehet pontosan behatárolni, mert sok stílus elemeit keverik bele a zenéjükbe. A Primus egy thrash-funk-metal egyveleget hozott létre a Mordreddel együtt, ami a thrash metalt keveri a funkzenével. A Living Colour együttest a Rolling Stone magazin a "black-funk-metal úttörőjének" nevezte.